# لسان الحمل المهدب
لسان الحمل المهدب نبات اسمه العلمي (Plantago ciliata)، وهو نوع من لِسَان الحَمَل.

### مواضيع ذات علاقة
- لِسَان الحَمَل.

### وصلات خارجية
- (بالفرنسية) صور ومعلومات عن لسان الحمل المهدب على موقع طبيعة الصحراء.